# Proctocera scalaris
Proctocera scalaris är en skalbaggsart som beskrevs av Louis Alexandre Auguste Chevrolat 1855. Proctocera scalaris ingår i släktet Proctocera och familjen långhorningar.
Artens utbredningsområde är:
- Gabon.
- Sierra Leone.

Inga underarter finns listade i Catalogue of Life.